# Las Vegas (serie televisiva)
Las Vegas è una serie televisiva statunitense incentrata sulle vicende del Montecito Resort & Casinò di Las Vegas. La serie è prodotta dalla NBC in collaborazione con Gary Scott Thompson Productions, DreamWorks Television e MGM (quest'ultima solo distribuzione internazionale, ma di cui fanno parte il Bellagio, il The Mirage, l'MGM Grand e altri casinò di Las Vegas).
Negli Stati Uniti Las Vegas è stata trasmessa in prima visione da NBC, mentre in Italia è stata trasmessa sul satellite da Fox ed in chiaro da Rai 2. In Svizzera è trasmesso da RSI LA1. 
Il 12 maggio 2008 la NBC rese noto che la serie era stata ufficialmente cancellata. Alla notizia, i fan di tutto il mondo iniziarono una grande campagna (non andata a buon fine) per salvare la serie TV.

## Trama
La serie racconta le avventure dello staff del Montecito Resort & Casinò, il casinò più all'avanguardia di Las Vegas in fatto di tecnologia e sicurezza. Concentrandosi sul personale della sorveglianza e sicurezza, le direttrici della sala da gioco, degli eventi e dell'accoglienza dei clienti importanti (cioè i grandi giocatori).
Nonostante l'ambientazione dei singoli episodi sia quasi sempre la stessa (l'interno del Montecito), le singole trame riescono comunque ad essere abbastanza varie, spaziando dai piccoli ladruncoli ai grandi della truffa, e passando per i furti di aragoste fino alle particolari richieste di alcuni strani clienti.

## Personaggi e interpreti

### Personaggi principali
- Edward "Big Ed" Deline (stagioni 1-4), interpretato da James Caan, doppiato da Luciano De Ambrosis. Ed è un ex agente della CIA e direttore del Montecito Resort & Casinò di Las Vegas. Con la sua abilità riesce a smascherare i bari e a trovare i complici certe volte anche con la violenza. Il pupillo di Ed è Danny McCoy il giovane direttore della sicurezza del casinò che Ed considera quasi come un figlio, i due vanno d'accordo ma a volte Ed è molto duro con lui e con tutti gli altri dipendenti del Montecito ma è rispettato da tutti nonostante incuta timore. L'altro ragazzo che recluterà nella sicurezza è Mike Cannon il parcheggiatore dell'hotel per via delle sue conoscenze informatiche. "Big Ed" (così come viene chiamato) è molto testardo e l'unica persona che riesce a farlo ragionare è sua moglie Jillian che lo chiama affettuosamente Eddy. Scappa da Las Vegas con Jillian dopo che uccide il padre violento di Mary Connell (organizzatrice di eventi al casinò) dopo che quest'ultima aveva deciso di eliminarlo per evitare che le sorelline passassero quello che ha passato lei. Nell'ultima puntata della 5ª stagione si scopre che Jillian lo ha lasciato e lui è tornato a lavorare per la CIA e il suo posto di direttore viene assegnato a Danny. Le uniche due persone che non lo chiamano Ed o signor Deline sono sua moglie (che lo chiama Eddy) e sua madre (che lo chiama Edward) ma non sopporta che lo chiamino così in pubblico e davanti ai dipendenti.
È un ex agente della CIA, ed è il direttore del Montecito Resort & Casinò.
- Daniel "Danny" McCoy (stagioni 1-5), interpretato da Josh Duhamel, doppiato da Massimo De Ambrosis.
Danny è un ex marine decorato e attuale responsabile della sicurezza al Montecito pupillo e braccio destro di Ed Deline (il direttore del casinò) il quale lo tratta quasi come il figlio maschio che non ha mai avuto. Nonostante ciò Danny nutre un certo timore nei confronti di Ed ma hanno un ottimo rapporto. Nel primo episodio Ed becca Danny e Delinda (sua figlia) a letto insieme e va su tutte le furie ma Danny non sapeva che fosse sua figlia e infatti dice che se lo avesse saputo non sarebbe mai andato a letto con la figlia del "gran capo". Alla fine della prima serie Danny viene richiamato dai marine e parte  per una missione segreta dove non si sa neanche la destinazione, solo Ed sa dov'è diretto per via dei suoi agganci nel governo (infatti ha lavorato per la CIA) solo al suo ritorno si scoprirà che è stato mandato in Iraq. Per questa missione gli viene conferita la Silver Star un'alta onorificenza riservata ai membri delle forze armate statunitensi ma Danny non l'accetta perché pensa che non merita una medaglia per aver ucciso delle persone. Con l'aiuto dei computer riesce a smascherare bari e truffatori vari all'interno del casinò come chi usa apparecchi elettronici per "spiare" sotto al tavolo del blackjack o chi conta le carte. Ha un rapporto di amicizia-amore con la sua amica d'infanzia Mary Connell (che è da sempre innamorata di lui) che ha spesso aiutato e protetto dal padre violento. Ha anche una forte amicizia con il collega Mike Cannon con il quale collabora negli uffici della sicurezza e indagano insieme riuscendo a risalire ai truffatori. Dopo la morte del padre Larry (John Terry) avvenuta in un incidente stradale decide di lasciare il suo lavoro al Montecito e prende in mano l'azienda edilizia del padre salvo poi tornare al casinò convinto da Ed e dalla nuova e ricca proprietaria Monica Mancuso. Dopo l'addio di Ed prende il suo posto come direttore del Montecito Resort & Casinò Dopo un altro tentativo con Mary nel corso della 4ª serie si rimette insieme a Delinda con la quale aspetta un bambino e vogliono sposarsi. Purtroppo visto che la serie non ha un finale il destino di Danny e Delinda resta sconosciuto.
- Mike Cannon (stagioni 1-5), interpretato da James Lesure, doppiato da Roberto Gammino.
È un giovane ragazzo laureato in ingegneria al MIT, e inizialmente lavora come parcheggiatore al Montecito, dato che le mance che riceve gli fruttano ben più di quanto guadagnerebbe con un impiego da ingegnere. In seguito, grazie alle sue conoscenze informatiche, viene reclutato da Ed Deline nello staff della sicurezza. Mike Cannon è un brillante ingegnere meccanico, laureato al MIT. Nella prima stagione della serie lavora come posteggiatore, ma poi viene ufficialmente reclutato da Ed Deline nella squadra di sorveglianza e sicurezza del Montecito, grazie anche alle sue conoscenze scientifiche e tecnologiche. Mike Cannon è single, ma nella seconda stagione stringe una relazione con Nessa Holt (un'amicizia erotica, come la chiamano entrambi), fino a che Nessa parte per andare dal padre e dalla sorella senza salutarlo. Nella quinta stagione della serie, quando Danny accetta di diventare il presidente del Montecito, Mike viene promosso come capo della sorveglianza dell'hotel. Mike alla fine si sposa con Piper. È il migliore amico di Danny McCoy. Tutte le volte che deve approcciare una bella donna, utilizza sempre il suo spray per l'alito.
- Samantha Jane "Sam" Marquez (stagioni 1-5), interpretata da Vanessa Marcil, doppiata da Eleonora De Angelis.
È l'addetta alle pubbliche relazioni. Dura e fredda, è sempre a caccia di "balene", ovvero ospiti che si caratterizzano per le forti puntate e, soprattutto, le forti perdite...
- Mary Connell (stagioni 1-4), interpretata da Nikki Cox, doppiata da Rossella Acerbo.
È l'organizzatrice degli eventi speciali del Montecito. Amica di Danny dai tempi dell'infanzia, ne è da sempre innamorata.
- Delinda Deline (stagioni 1-5), interpretata da Molly Sims, doppiata da Tiziana Avarista.
È la bella figlia di Ed, e gestisce il Mystique, il ristorante all'interno del Montecito.
- Nessa Holt (stagioni 1-2), interpretata da Marsha Thomason, doppiata da Silvia Tognoloni.
È una ragazza inglese, responsabile di sala del Montecito, oltre che una bravissima croupier. È conosciuta come "la donna di ghiaccio". Fu allevata per alcuni anni da Ed e sua moglie quando da bambina Nessa perse il padre, anch'egli agente di una agenzia governativa e amico di Ed.
- A.J. Cooper (stagione 5), interpretato da Tom Selleck, doppiato da Michele Gammino.
È il nuovo direttore del Montecito, dopo l'abbandono di Ed. È un uomo indubbiamente affascinante, ma dal passato alquanto misterioso.
- Piper Nielsen (stagione 5), interpretata da Camille Guaty, doppiata da Domitilla D'Amico. Piper viene assunta al Montecito con l'arrivo di A.J. Cooper divenuto il proprietario del casinò. Cooper la tratta come una figlia come promesso al padre anche se Pieper è all'oscuro di tutto tanto da sospettare che sia proprio Cooper il padre che non ha mai conosciuto. Piper è una ragazza dolce e simpatica, ma quando si tratta del suo lavoro non guarda in faccia nessuno. Ha stretto amicizia con Delinda e Sam ma proprio con Sam compete spesso sul piano lavorativo. Durante una "missione" per conto del Montecito che consisteva nell'ingaggiare un bravissimo barman che lavorava in un pub si ubriaca insieme all'amico e collega Mike Cannon e finiscono a letto insieme e pure sposati. All'inizio prendono le distanze e decidono che la soluzione più adatta sia l'annullamento del matrimonio ma riflettendoci decidono di fare la cerimonia e rendere pubblica la relazione. Purtroppo visto che la serie non ha un finale il destino di Piper e Mike resta sconosciuto

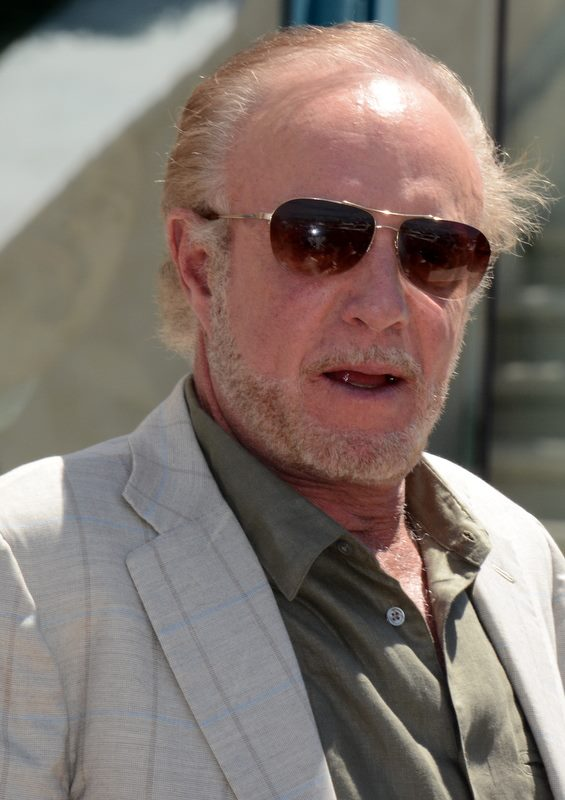
James Caan interpreta Ed Deline
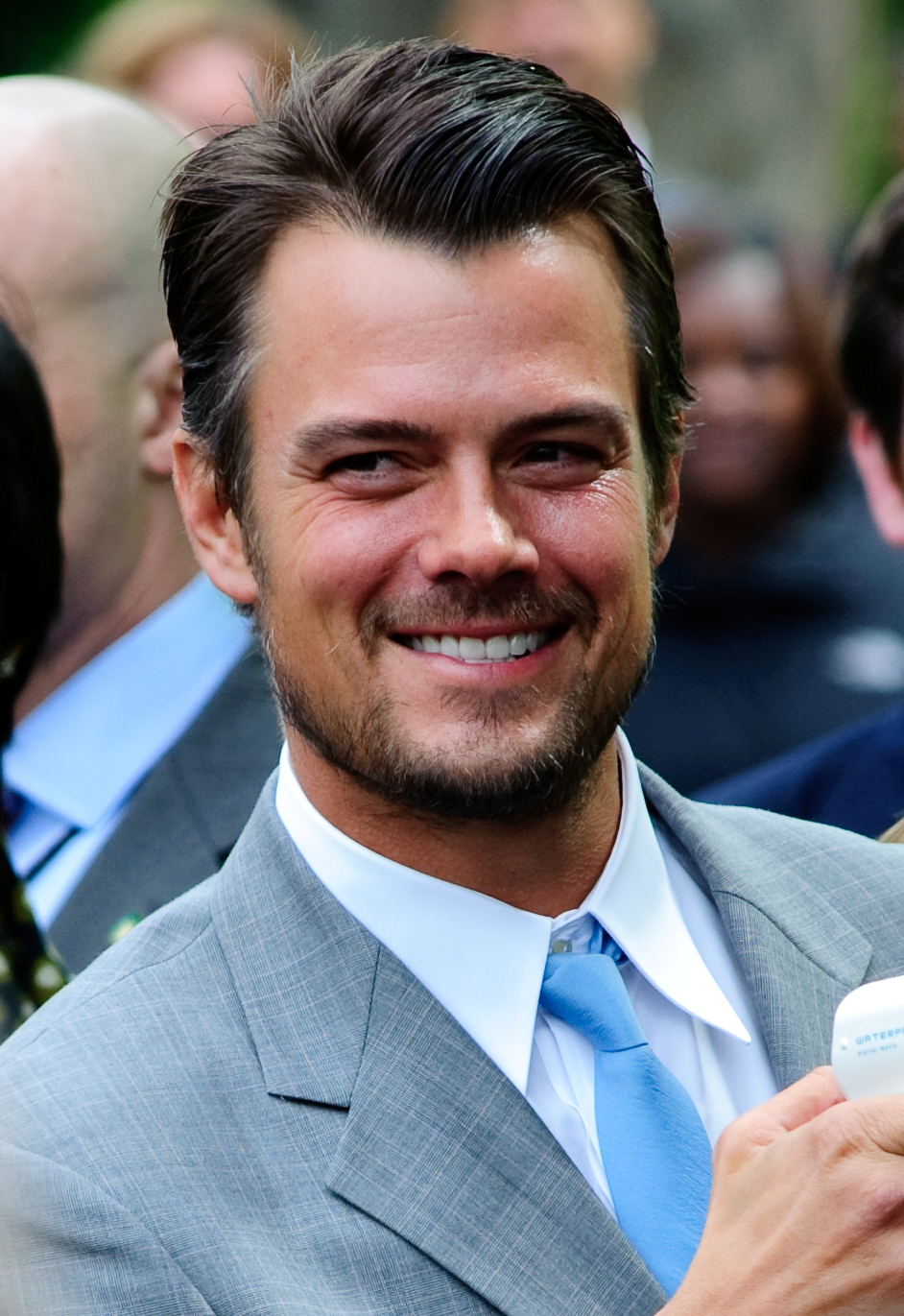
Josh Duhamel interpreta Danny McCoy
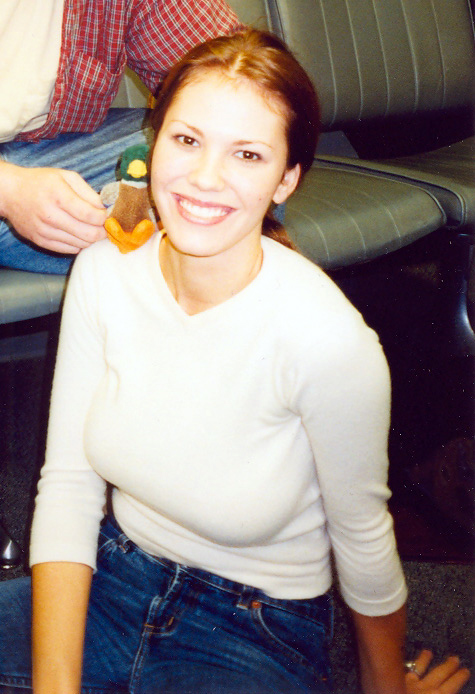
Nikki Cox interpreta Mary Connell
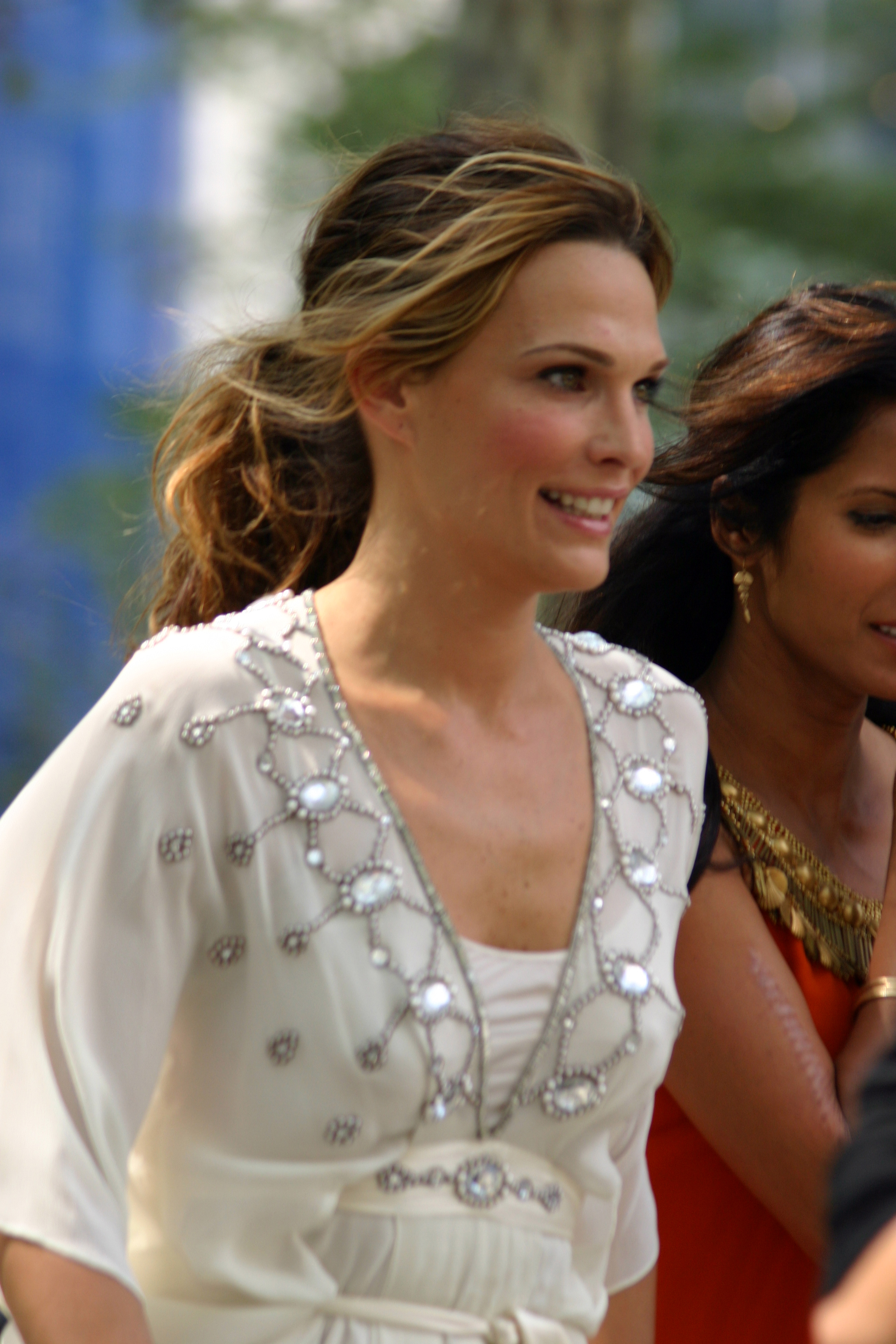
Molly Sims interpreta Delinda Deline
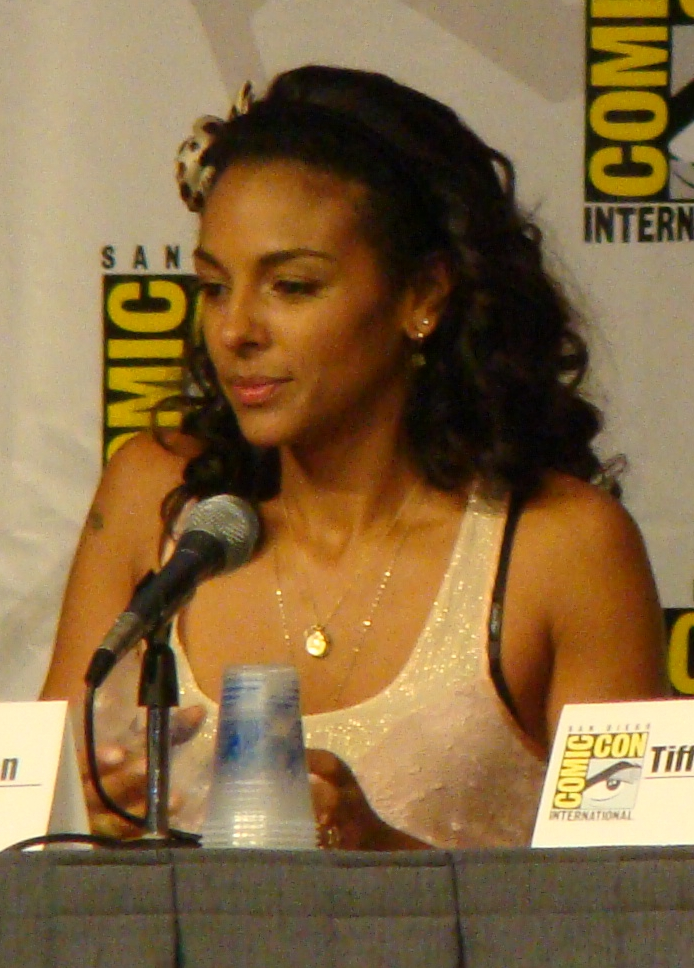
Marsha Thomason interpreta Nessa Holt
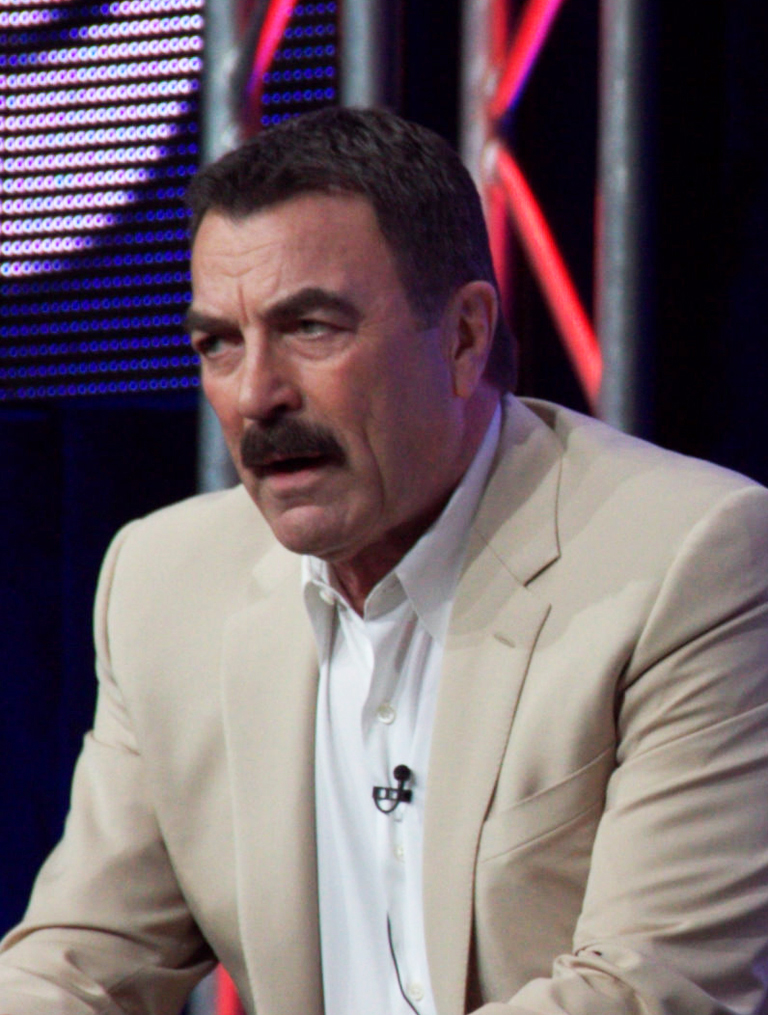
Tom Selleck interpreta A.J. Cooper
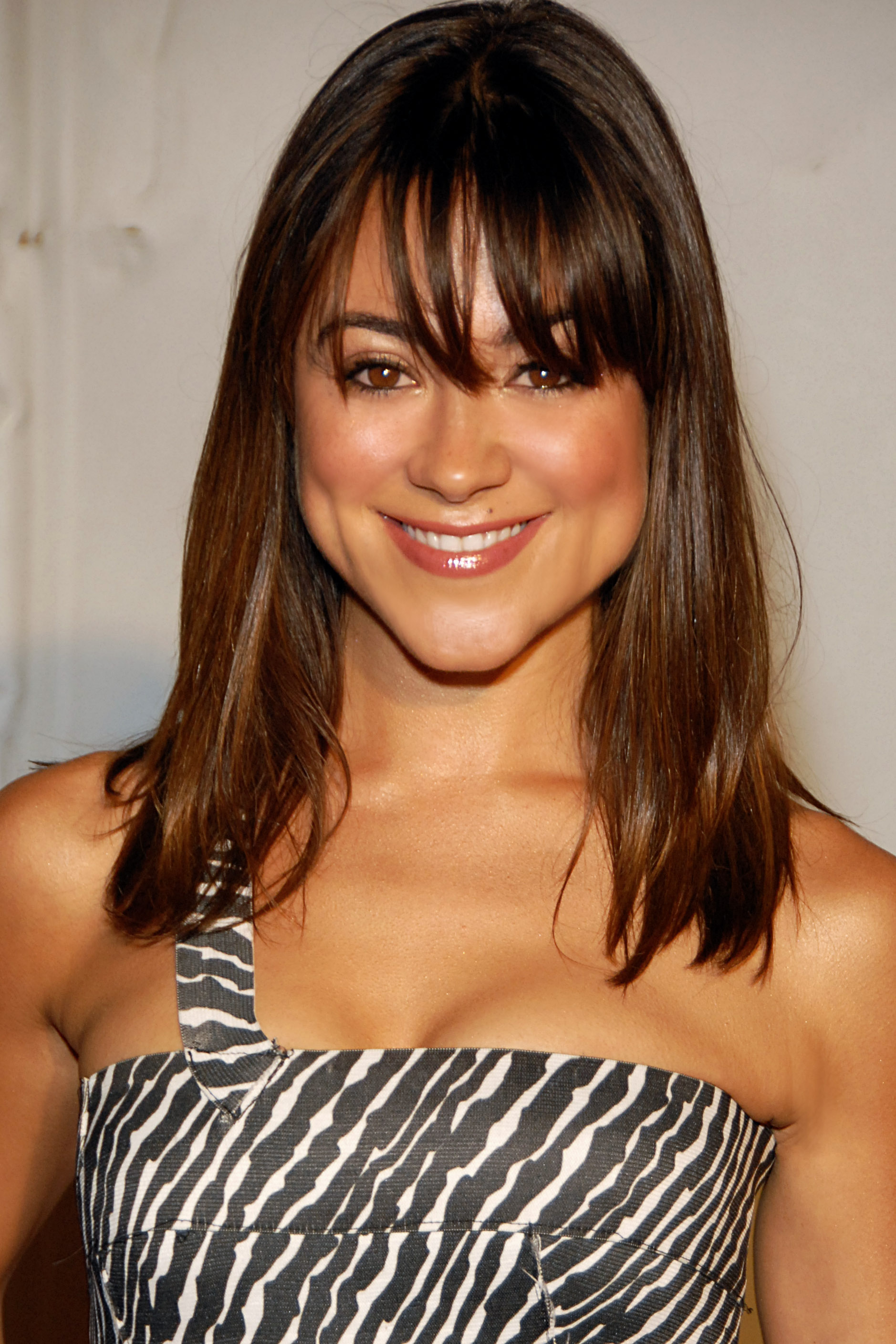
Camille Guaty interpreta Piper Nielsen

### Personaggi secondari
- Jillian Deline (stagioni 1-5), interpretata da Cheryl Ladd.
È la moglie di Ed.
- Gunther (stagioni 1-5), interpretato da Harry Groener.
È il burbero e irascibile chef tedesco del Mystique, in perenne contrasto con Delinda a causa delle sue "pretese" culinarie.
- Mitch (stagioni 1-5).
È un tecnico dello staff della sicurezza del Montecito, e occasionalmente lavora a stretto contatto con Ed, Danny e Mike.
- Branson (stagioni 1-2).
È un ricco uomo d'affari, che diventa il proprietario del Montecito.
- Monica Mancuso (stagione 3), interpretata da Lara Flynn Boyle.
È la nuova proprietaria del rinnovato Montecito.
- Casey Manning (stagioni 3-5), interpretato da Dean Cain.
È l'ex marito di Sam, oltre che il nuovo proprietario del Montecito dopo Monica Mancuso.

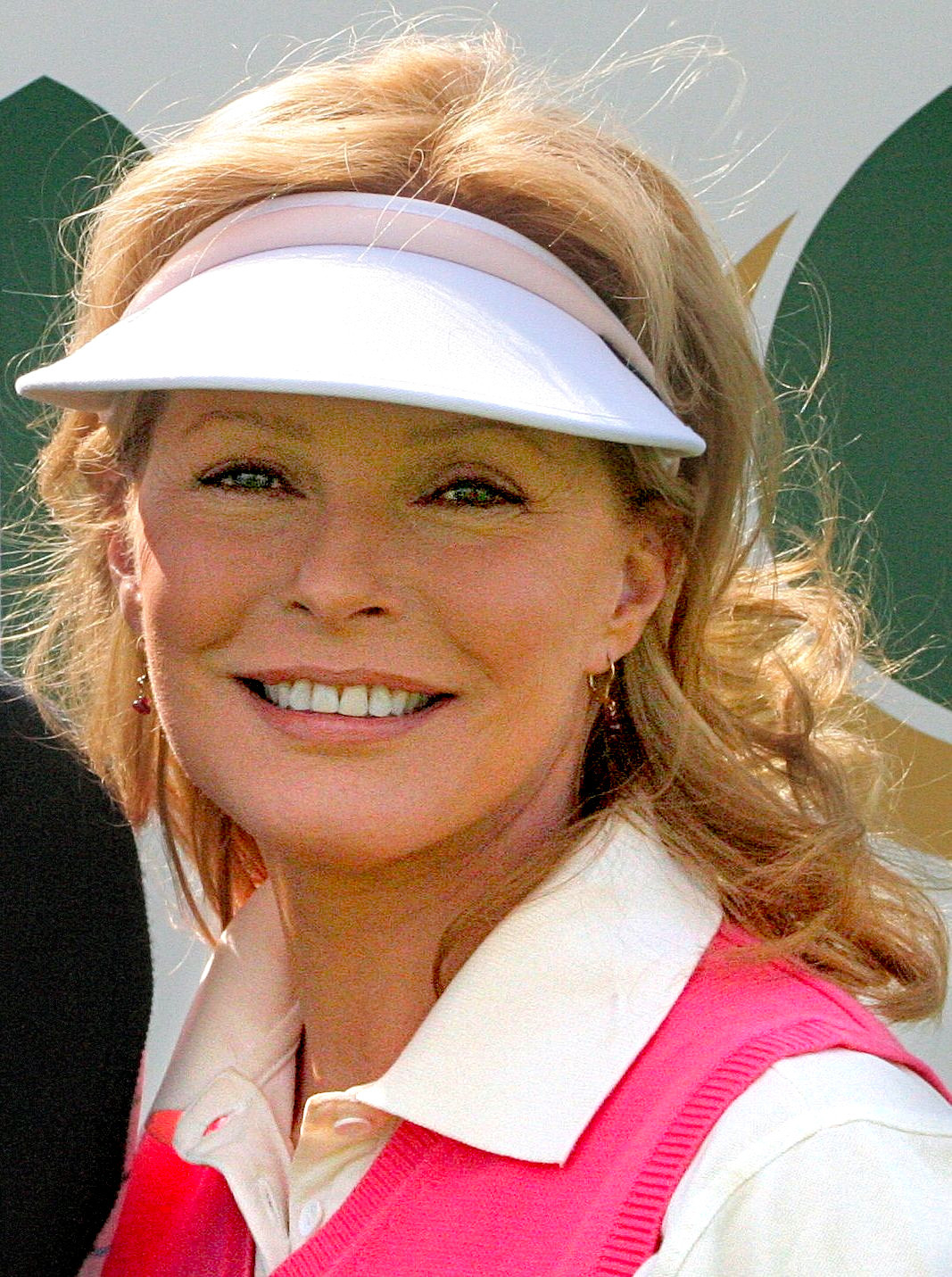
Cheryl Ladd interpreta Jillian Deline
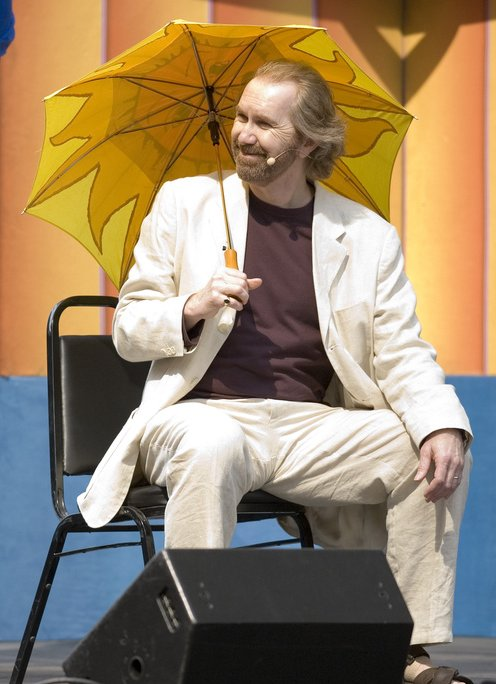
Harry Groener interpreta Gunther
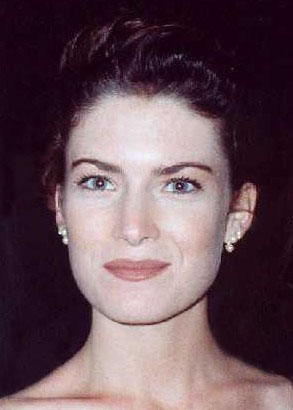
Lara Flynn Boyle interpreta Monica Mancuso
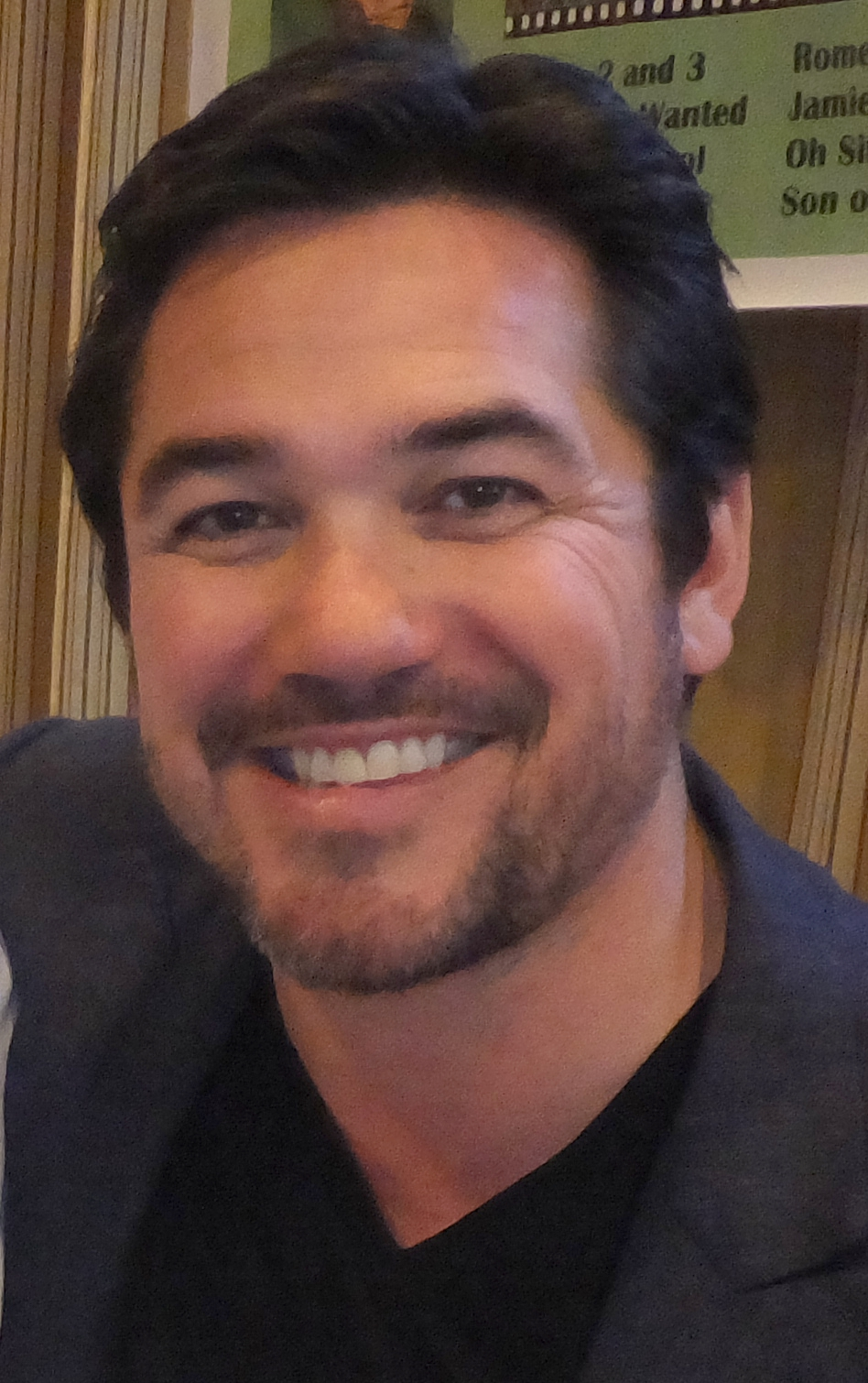
Dean Cain interpreta Casey Manning

### Guest star
Sono numerose le star che hanno partecipato alle riprese della serie. Tra gli altri Elliott Gould, Sylvester Stallone, Jean-Claude Van Damme, Alec Baldwin, Hugh Hefner, Paris Hilton, Ernie Hudson, Dennis Hopper, George Hamilton, William Forsythe, Jill Hennessy, Jerry O'Connell, Brian Austin Green, Jon Bon Jovi, Michael Bublé, John Legend, Lil' Flip, Snoop Dogg, Rihanna, Paul Anka, James Blunt, Gladys Knight, Duran Duran, Black Eyed Peas, Pussycat Dolls, The Polyphonic Spree, Rooney, OK Go, Jewel, Criss Angel, Ron Jeremy, Sasha Cohen e Ne-Yo.

## Episodi
| Stagione         | Episodi | Prima TV originale | Prima TV Italia |
| ---------------- | ------- | ------------------ | --------------- |
| Prima stagione   | 23      | 2003-2004          | 2004-2005       |
| Seconda stagione | 24      | 2004-2005          | 2005-2006       |
| Terza stagione   | 23      | 2005-2006          | 2006-2007       |
| Quarta stagione  | 17      | 2006-2007          | 2007-2008       |
| Quinta stagione  | 19      | 2007-2008          | 2008-2009       |

### Crossover
Nel corso delle stagioni, Las Vegas ha avuto vari crossover con altre serie televisive dello stesso network, la NBC.

#### Crossing Jordan
Las Vegas ha realizzato molti crossover con la serie televisiva Crossing Jordan. Tutto ha inizio quando Jordan e Woody (protagonisti di Crossing Jordan), durante una loro indagine, devono recarsi dalla loro Boston fino a Las Vegas; qui Woody (interpretato da Jerry O'Connell) intreccia una relazione con Sam. Questa storia durerà anche a distanza, e porterà la bella Sam a far visita a Woody a Boston in un paio di episodi di Crossing Jordan, mentre Woody la raggiungerà a sua volta in cinque episodi della quarta stagione di Las Vegas.

#### Heroes
Nel 4º episodio (Collisione) della prima stagione della serie televisiva Heroes alcuni protagonisti della serie si recano a Las Vegas, e finiscono per andare proprio al Montecito.

#### Knight Rider
Nel film per la televisione Knight Rider, episodio pilota della serie televisiva Knight Rider (liberamente ispirata alla serie degli anni ottanta Supercar), Sarah, figlia di Charles Graiman, si mette alla ricerca di Mike Traceur (figlio di Michael Knight), e lo trova proprio a Las Vegas, al Montecito.